# Piazze dei Teatri
Le Piazze dei Teatri a Reggio Emilia sono un complesso di piazze e strade su cui si affacciano i tre teatri principali di Reggio Emilia (Teatro Municipale, Teatro Ariosto e Teatro Cavallerizza). I nomi ufficiali delle piazze sono Piazza Cavour (ufficialmente chiamata Piazza Martiri del sette luglio) e Piazza della Vittoria, con l'isolato San Rocco, via Spallanzani e Corso Cairoli. Questa area, a partire dal XIX secolo fino al dopoguerra, ha subito numerose trasformazioni ed è tuttora in cantiere la definitiva sistemazione.
Originariamente su quest'area si affacciava la Cittadella e il più antico Palazzo Ducale, che vennero demoliti intorno al 1850 e nella cui area vennero realizzati i Giardini Pubblici e il Teatro Municipale. La piazza antistante ai Giardini, con il monumento ai caduti della prima guerra mondiale, era la cosiddetta Piazza d'Armi, intitolata dopo il 1918 Piazza della Vittoria. Su d'un lato si trova anche il Teatro Ariosto, con a fianco il Teatro Cavallerizza e la ex caserma Zucchi, ora sede dell'Università di Modena e Reggio Emilia, la Galleria Parmeggiani e l'isolato San Rocco. Quest'ultimo edificio è stato costruito negli anni cinquanta del XX secolo, al posto dei demoliti Portici della Trinità, ed è curiosamente una rielaborazione della facciata del Teatro Municipale.
Sul lato orientale si affacciano un'altra serie di edifici monumentali: La chiesa di San Francesco con l'antico convento, ora sede dei Civici Musei, il Monumento ai Caduti della Resistenza, il Teatro Municipale con la fontana e i parterres, l'edificio classicheggiante della Banca d'Italia, che si affaccia sull'attuale Piazza Cavour.

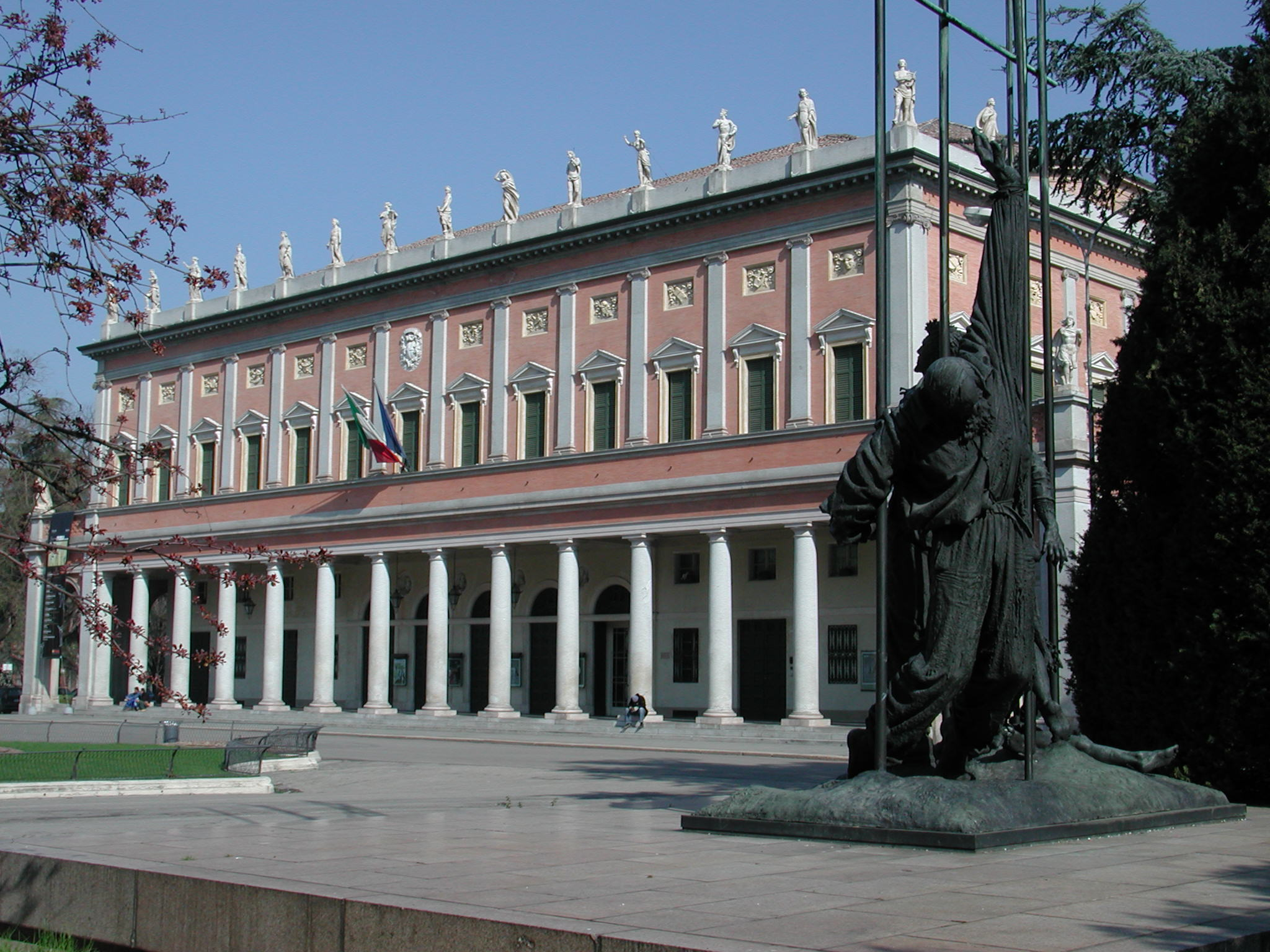
Teatro Municipale e Monumento alla Resistenza
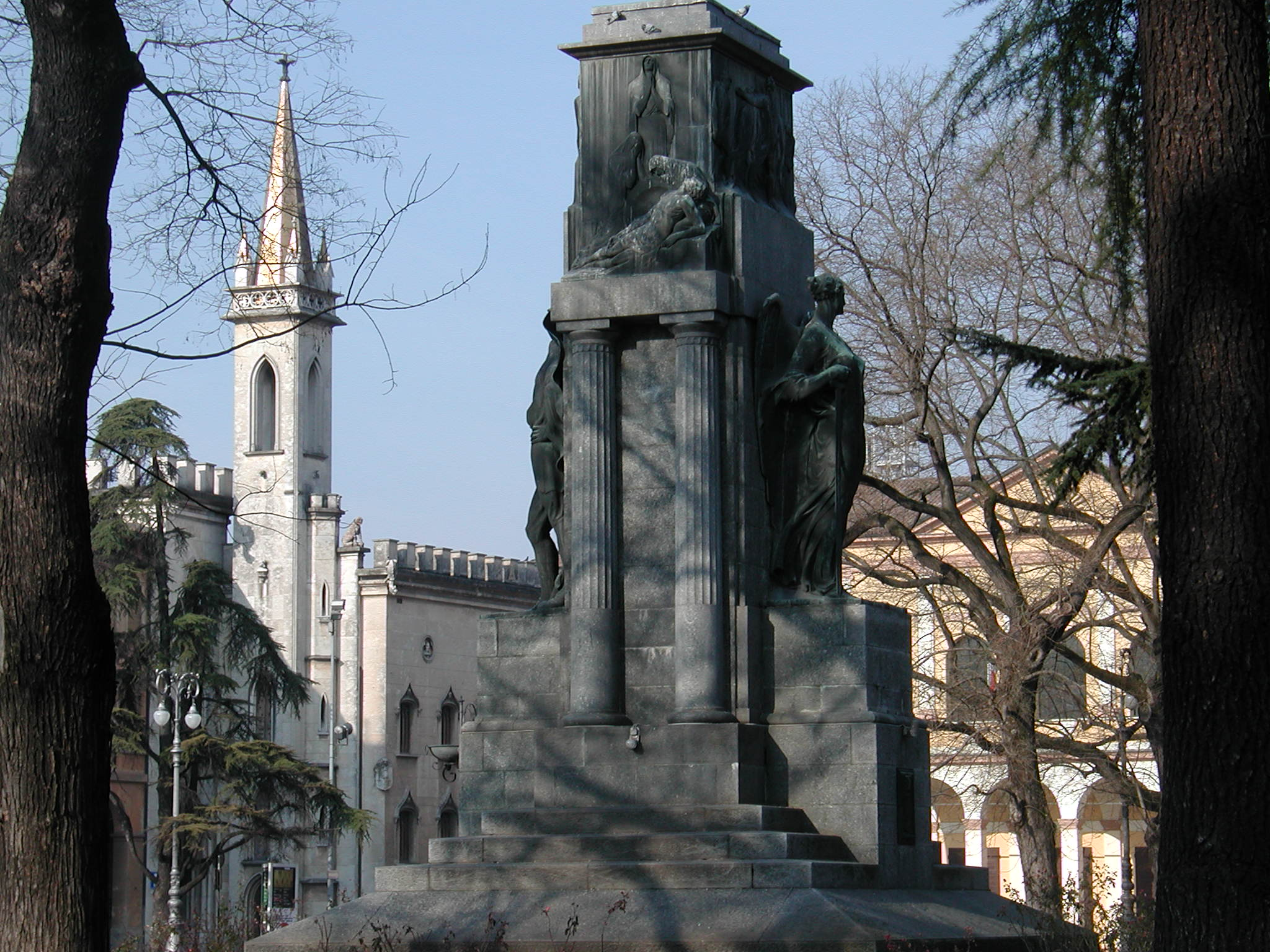
Monumento ai caduti della prima Guerra Mondiale e Galleria Parmeggiani
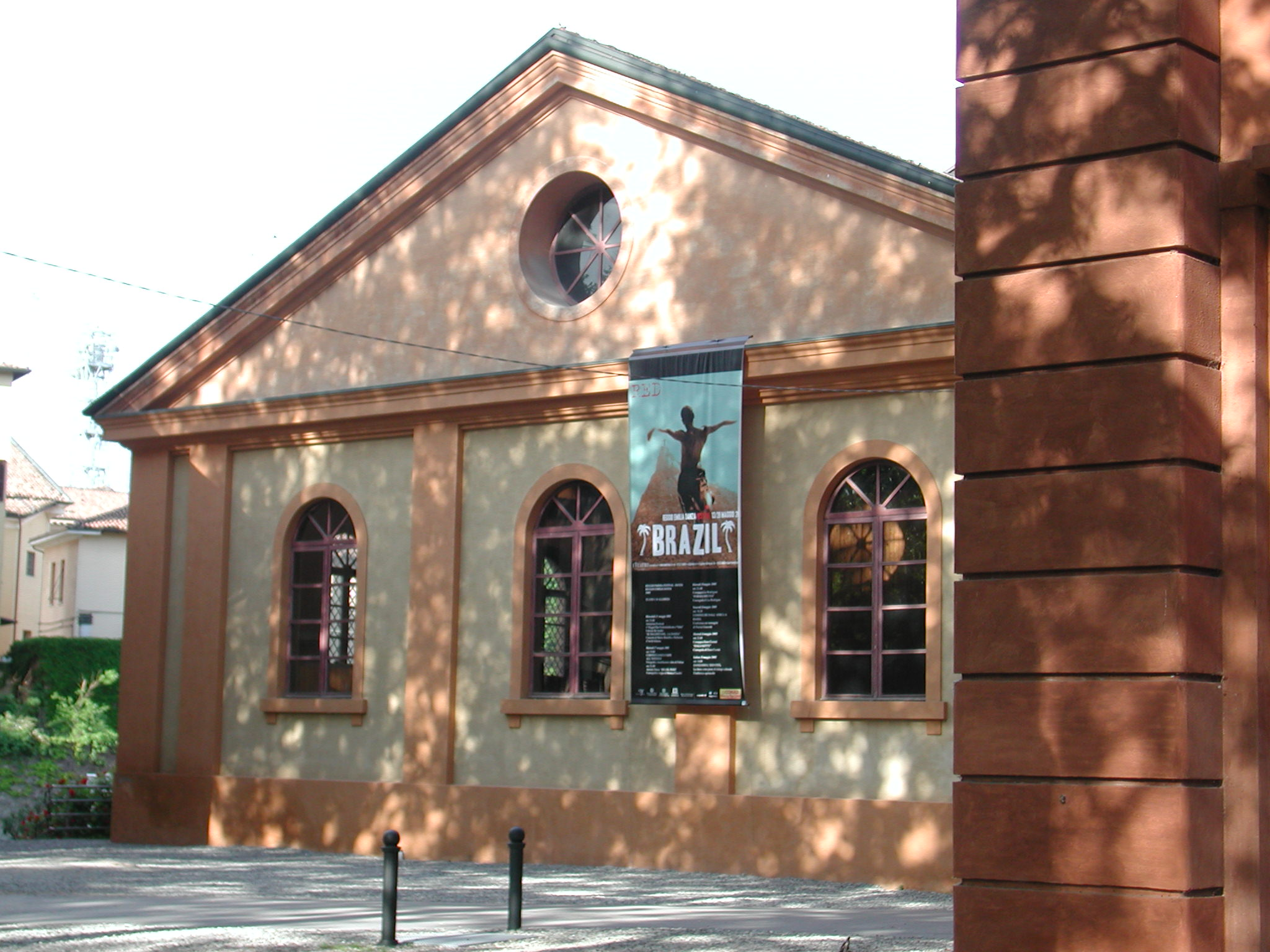
Teatro Cavallerizza
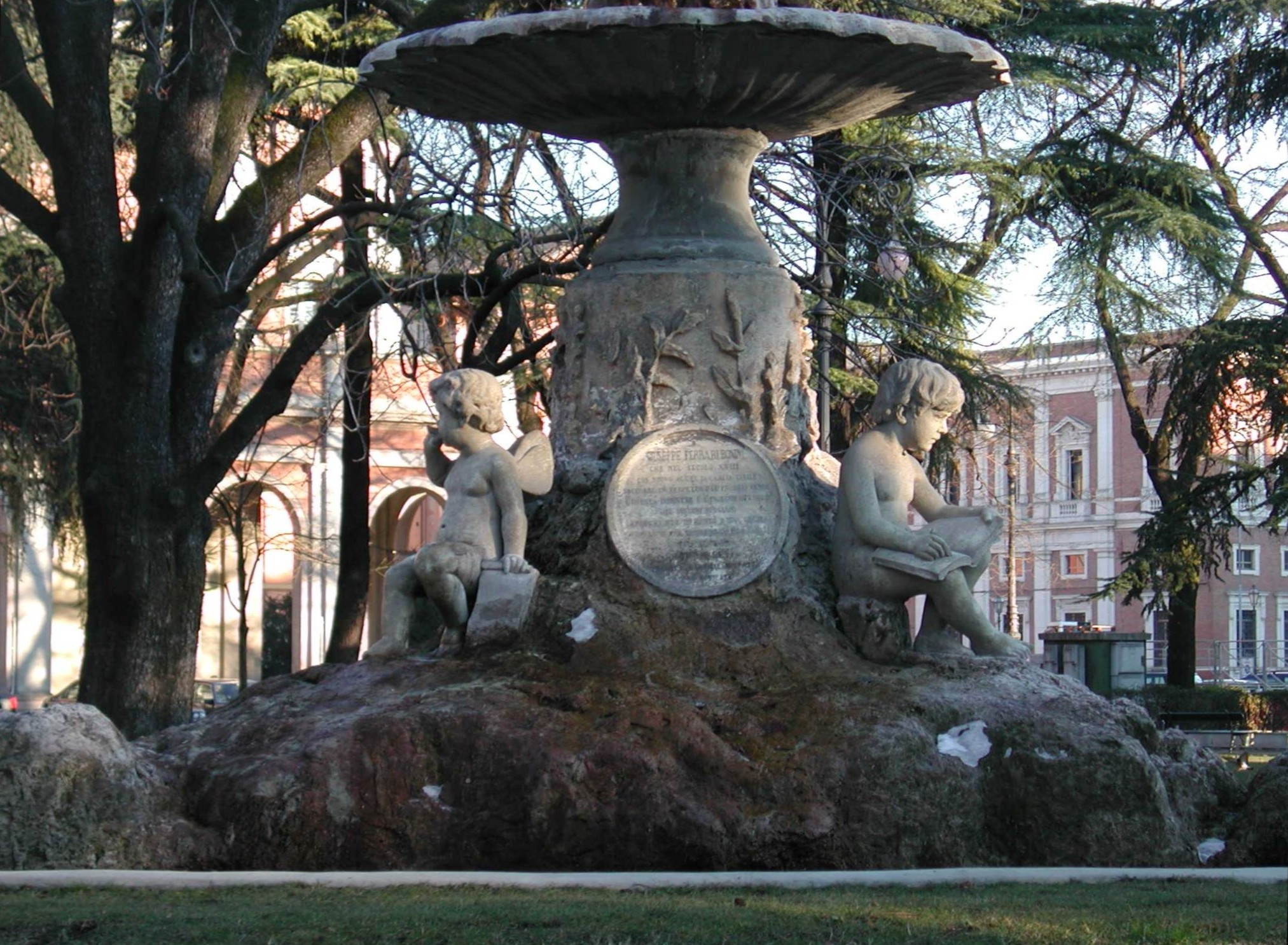
Fontana